# Willy A. Schmid
Willy A. Schmid (* 26. Juli 1943 in Basel; † 17. Januar 2024; heimatberechtigt in Basel und Thalwil) war ein Schweizer Kulturingenieur, Raumplaner und Professor an der ETH Zürich.

## Leben
Schmid studierte an der Abteilung für Kulturtechnik und Vermessung der ETH Zürich und schloss sein Studium 1967 als Kulturingenieur ab. 1972 promovierte er an derselben Abteilung bei Herbert Grubinger, seine Doktorarbeit wurde mit der Silbermedaille der ETH ausgezeichnet. Vor seiner Wahl zum Professor der ETH Zürich war er von Mitte 1972 bis 1975 in Düsseldorf bei der Firma F. H. Kocks AG beschäftigt. 1976 übernahm er in der Firma Suiselectra Ingenieurunternehmung AG in Basel den Aufbau der Abteilung Wasser- und Agrarwirtschaft sowie die Durchführung und Betreuung von Projekten im Ausland, insbesondere in der Dritten Welt. Aus dieser Zeit stammte auch sein besonderes Interesse für die Entwicklungszusammenarbeit und in der Folge für die regionale Entwicklungsplanung.
Der Bundesrat wählte Schmid auf den 1. April 1978 zum ausserordentlichen Professor für Kulturtechnik am Institut für Orts-, Regional- und Landesplanung sowie am Institut für Kulturtechnik der ETH Zürich und beförderte ihn bereits drei Jahre später zum ordentlichen Professor für das gleiche Lehrgebiet. Er amtete während vieler Jahre als Institutsvorsteher sowie zwischen 1988 und 2001 zudem als Prorektor für Fortbildung der ETH Zürich, womit er für den gesamten Weiterbildungsbereich verantwortlich war. Im Laufe seiner Karriere wurden ihm verschiedene Auszeichnungen und Ehrungen zuteil. Per 1. Oktober 2008 trat Schmid in den Ruhestand.

## Forschung
Schmids Forschungsinteresse galt hauptsächlich der Verknüpfung der Raumplanung mit dem Umweltschutz, wobei er sich insbesondere mit dem planerischen Prozess und dessen Bestimmung durch das Problemlösungsverhalten und die Entscheidungsprozesse intensiv auseinandersetzte. Dies führte zu neuen Ansätzen in der Umweltplanung und damit zur Auseinandersetzung mit Fragen der Raum- und Umweltverträglichkeit. In all diesen Bereichen kam der Implementierung von Geographischen Informationssystemen und der 3D-Visualisierung eine grosse Bedeutung zu, bei deren methodischer Weiterentwicklung Schmid beteiligt war.

## Publikationen (Auswahl)
- Die allgemeine dreidimensionale Kolkentwicklung unter besonderer Berücksichtigung des Geschiebetriebs und der Zeit. Diss. Techn. Wiss. ETH Zürich, Nr. 4859, 1972, doi:10.3929/ethz-a-000089141.